# Opsonizacja
Opsonizacja – w immunologii, zjawisko odporności nieswoistej polegające na tym, że określone cząsteczki mogą przyłączać się do powierzchni patogenu i przez to ułatwiać fagocytozę przez komórki żerne. Cząsteczki te nazywamy opsoninami. Są to przede wszystkim przeciwciała i składowe dopełniacza, a także inne białka, np. fibronektyna, fibrynogen czy białko wiążące mannozę (MBL).